# Protochabourneïta
La protochabourneïta és un mineral de la classe dels sulfurs que pertany al grup de la chabourneïta. S'anomenà així per la seva relació amb la chabournéita.

## Característiques
La protochabourneïta és una sulfosal de fórmula química Tl₂Pb(Sb,As)10S17 o Tl5-xPb2x(Sb,As)21-xS34 (x ~ 1,2-1,5). Cristal·litza en el sistema triclínic. Estructuralment es troba relacionada amb el grup de la sartorita.

## Formació i jaciments
Es va descobrir en una mina dels Monte Arsiccio dels Alps Apuans (Itàlia), tot formant masses compactes. Actualment el mineral es troba al Museu d'Història Natural i del Territori de la Universitat de Pisa, amb el número de catàleg 19413.